# Zbiory Dokumentów Życia Społecznego Biblioteki Uniwersyteckiej w Toruniu

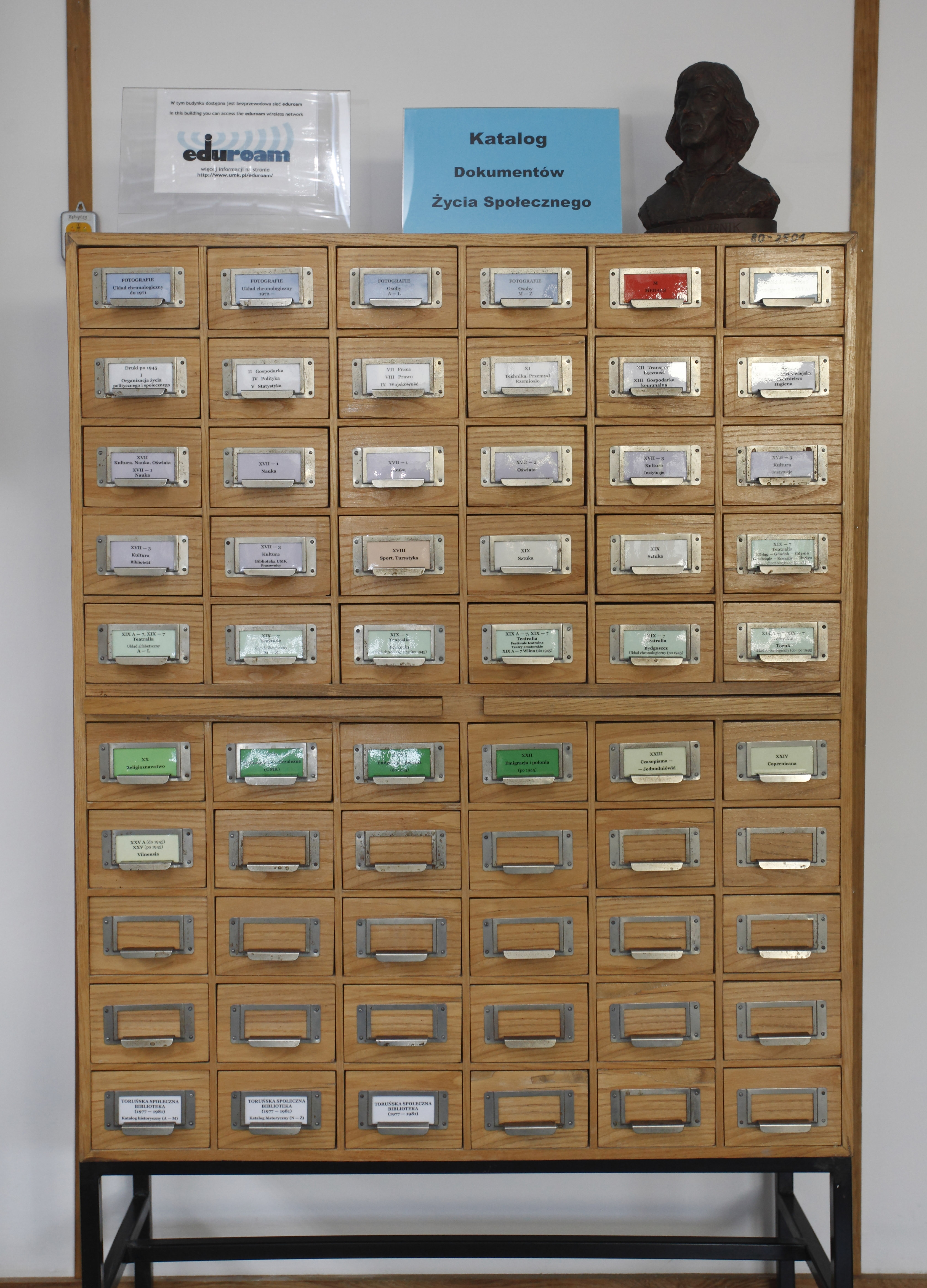
Katalog Kartkowy Zbiorów Dokumentów Życia Społecznego

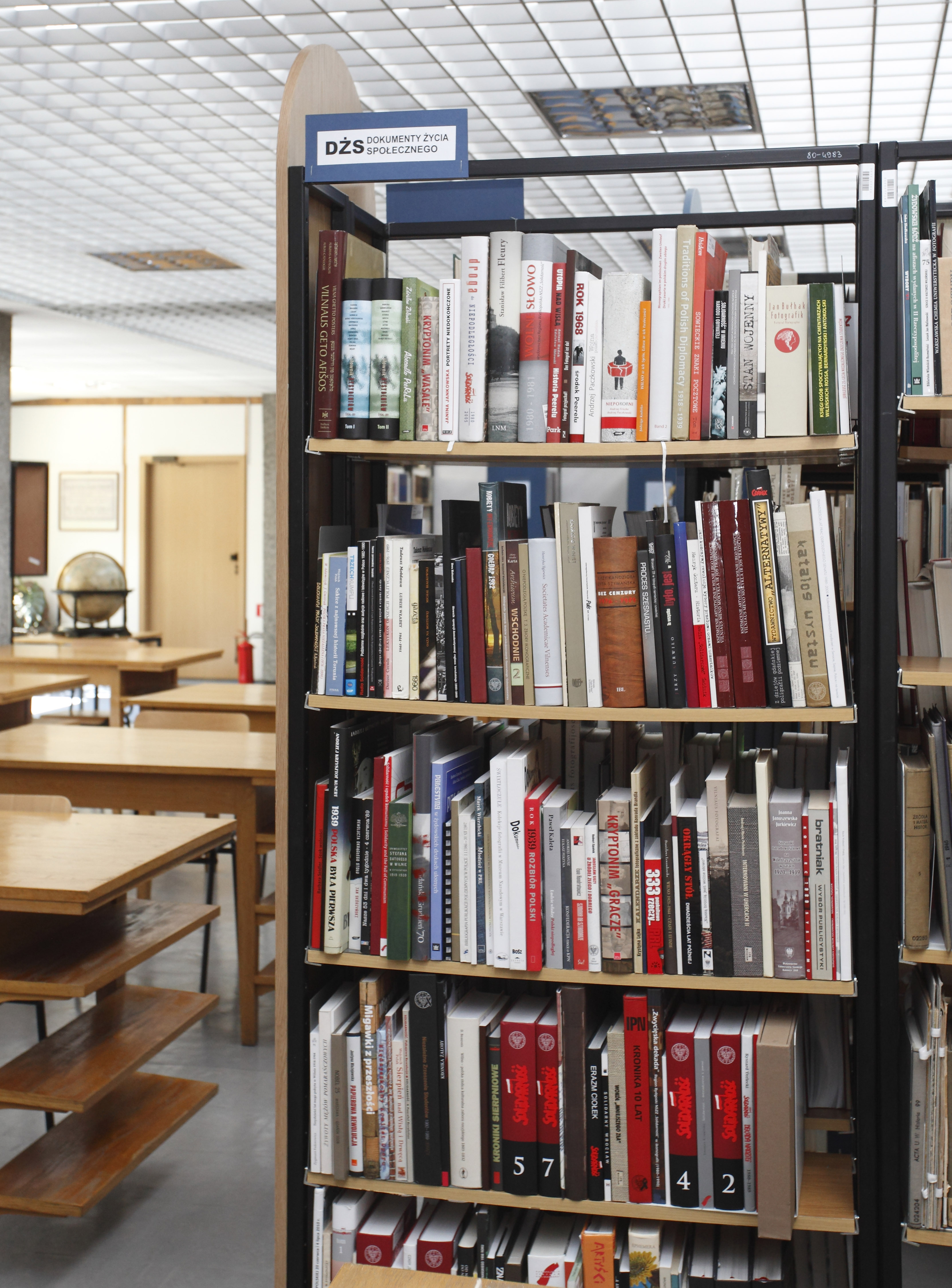
Księgozbiór podręczny DŻS w Czytelni Zbiorów Specjalnych BU UMK w Toruniu

Zbiory Dokumentów Życia Społecznego – zespoły obiektów wydzielone z ogólnych zbiorów Biblioteki Uniwersyteckiej w Toruniu 16 marca 1974, gromadzone, opracowywane, udostępniane i przechowywane przez Sekcję Dokumentów Życia Społecznego, jedną z siedmiu agend Oddziału Zbiorów Specjalnych Biblioteki.
Zbiory obejmują różne pod względem formy i treści dokumenty o charakterze informacyjnym, normatywnym, reklamowym i propagandowym, będące wynikiem efemerycznych wydarzeń życia gospodarczego, politycznego i kulturalnego regionu kujawsko-pomorskiego. Gromadzone są różne formy dokumentów: druki ulotne, czyli zaproszenia, afisze, ulotki informacyjne, bilety; druki zwarte: broszury, foldery, jednodniówki ; dokumenty ikonograficzne: fotografie, pocztówki, znaczki, naklejki; dokumenty audiowizualne: filmy, nagrania dźwiękowe; artefakty: medale, gadżety.
Tego typu dokumentacja spełnia ważne funkcje w procesie komunikacji społecznej: przekazuje treści, informuje, reklamuje, propaguje. Zbiory stanowią cenne źródło do badań regionu kujawsko-pomorskiego w zakresie zarówno nauk społecznych zajmujących się komunikacją, propagandą, reklamą, zjawiskami masowymi jak i historii, historii literatury i historii sztuki, etnologii, socjologii, bibliologii, politologii.

## Historia zbiorów
Druki ulotne i fotografie, a także inne formy dokumentów życia społecznego były gromadzone przez Bibliotekę Uniwersytecką od momentu jej powstania w 1945 r. Zasoby te pochodziły z księgozbiorów zabezpieczonych i z egzemplarza obowiązkowego. Część z nich została włączona do głównych kolekcji czasopism i książek. Decyzją dyrektora Biblioteki, Henryka Łapińskiego, z dniem 16.03.1974 r. utworzona została samodzielna Sekcja Dokumentów Życia Społecznego. Organizowanie działu powierzono Eleonorze Ławniczak.
Według przyjętych założeń gromadzone dokumenty bieżące miały dotyczyć regionu Polski północnej, tzn. szeroko pojętego Pomorza, Warmii i Mazur, natomiast druki wytworzone przed 1945 r. obszaru całej Polski. Szczególną aktywność wykazywano w kompletowaniu dokumentów dotyczących okręgu toruńsko-bydgoskiego i Uniwersytetu Mikołaja Kopernika w Toruniu oraz jego protoplasty, Uniwersytetu Stefana Batorego w Wilnie.
Struktura formalno-treściowa zbiorów zmieniała się wraz z rozwojem form życia społecznego i pozyskiwaniem coraz większej ilości materiałów. Stan zbiorów w 1974 wynosił ok. 17 tys. jednostek, a w 2015 r. ponad 191 tys. jednostek. W latach 1974–1995 zgromadzone dokumenty reprezentowały trzy zasadnicze kategorie tematyczne Toruniana, Vilniana, Copernicana. W 1995 r. zostały wyodrębnione kolejne dwie Polonica i Druki Konspiracyjne. Forma gromadzonych dokumentów również ulegała przemianom. Można to zaobserwować na podstawie dokumentów audiowizualnych: filmy szpulowe, kasety DVD, płyty CD i DVD. Najistotniejszą zmianą i to rewolucyjną było pojawienie się dokumentu cyfrowego i zasobu elektronicznego.

## Kalendarium
- 16 marca 1974 – powołanie samodzielnej Sekcji Dokumentów Życia Społecznego decyzją dra Bohdana Ryszewskiego. Organizowanie działu powierzono Eleonorze Ławniczak. Przekazano do dyspozycji działu pokój 319 na III piętrze budynku Biblioteki Uniwersyteckie w Toruniu[6].
- 19 października 1974  – obrady Komisji do spraw organizacji i planowania zbiorów Sekcji Dokumentów Życia Społecznego w składzie: dyrektor dr Henryk Łapiński, wicedyrektor Stefan Czaja, Henryk Baranowski, Eleonora Ławniczak, Wiesław Mincer, Marian Ptaszyk. Ustalenia Komisji:
  - zdefiniowanie pojęcia dokumentów życia społecznego
  - określenie profilu gromadzenia zbiorów, wytyczenie zakresu zadań sekcji
  - określenie sposobów pozyskiwania, opracowania, przechowywania oraz udostępniania zbiorów
  - sporządzenie wykazu typowych dokumentów życia społecznego
  - wyznaczenie zasięgu terytorialnego, chronologicznego i zakresu tematycznego gromadzonych zbiorów.
- 1975 – umieszczenie Sekcji Dokumentów Życia Społecznego w strukturze organizacyjnej Biblioteki Uniwersyteckiej
- 1976 – Oddział DŻS-ów otrzymał nowe pomieszczenia: pracownię i czytelnię (wspólną z Oddziałem Mikrofilmów), a pokój 319 przeznaczony został na magazyn.
- 1976–1995 Oddziały DŻS-ów i Mikrofilmów posiadły wspólną czytelnie, co w konsekwencji łączyło się ze wzajemną obsadą dyżurów.
- 1977 – założono inwentarz fotografii i utworzono katalog chronologiczny fotografii i alfabetyczny występujących na nich osób
- 1979 – rozpoczęto tworzenie katalogu rzeczowego dla wszystkich rodzajów dokumentów życia społecznego.
- 1986 – oba Oddziały DŻS-ów i Mikrofilmów przeniesione zostały do nowych pomieszczeń na II piętro (p. 214).
- 1994–2010 – pod opieką działu pozostawało Archiwum Biblioteki.
- 1994 – nawiązanie współpracy z partiami politycznymi regionu kujawsko-pomorskiego, miesięcznikiem uniwersyteckim „Głos Uczelni” i „Archiwum Uniwersyteckim”.
- 1995–1999 – udostępniano w czytelni DŻS-ów materiały z Archiwum Emigracji.
- 1997 – Sekcja DŻS-ów została przeniesiona do nowych pomieszczeń na III Piętro pok. 324–322
- 2003 – Sekcja DŻS-ów zaczęła gromadzić fotografie cyfrowe.
- 2004 – rozpoczęto digitalizację zbiorów Sekcji DŻS-ów[7]

- 2012 – do Sekcji DŻS-ów zaczęły napływać elektroniczne formy dokumentów od współpracujących z nią instytucji kultury
- lipiec 2013 – nawiązanie współpracy z John Johnson Collection of Printed Ephemera Bodleian Library w Oksfordzie
- grudzień 2014 – 40-lecie powstania Sekcji Dokumentów Życia Społecznego, seminarium i spotkanie z darczyńcami oraz prezentacja wystawy cyfrowej Darczyńcy i ich dary – Sekcja Dokumentów Życia Społecznego Biblioteki Uniwersyteckiej w Toruniu w latach 1974–2014

## Kustosze zbiorów
- Eleonora Ławniczak (16.03.1974 – 15.10.1975)
- Janina Kadukowska (1.01.1976 – 30.12.1992)
- dr hab Anna Supruniuk (1.01.1994 – 30.09.2011)
- Anna Klugowska (od 15.10.2011)

## Charakterystyka Zbiorów
- Zasięg chronologiczny – gromadzone są dokumenty wytwarzane od 1801 r. do chwili obecnej.
- Zasięg terytorialny – jest zróżnicowany i był ograniczany w zależności od czasu powstania dokumentów i tak:
  - z lat 1801–1918 gromadzony jest każdy druk polski i zagraniczny
  - z lat 1919–1945 zbierany jest każdy dokument powstały w Polsce oraz krajach sąsiadujących z Polską
  - z lat 1945–1956 gromadzone są dokumenty powstałe na obszarze całej Polski
  - z lat 1956–1975 – druki ulotne dotyczące Pomorza i byłego województwa bydgoskiego oraz tam wytworzone
  - z druków powstałych pomiędzy 1975–1998 – tylko materiały z obszaru województw: bydgoskiego, toruńskiego i włocławskiego; natomiast
  - od 1 stycznia 1999 r. – z województwa kujawsko-pomorskiego
- Zakres tematyczny – dokumenty życia społecznego gromadzone są w 5 działach tematycznych:
  - TORUNIANA – druki i fotografie dotyczące Torunia i regionu toruńskiego w szczególności Uniwersytetu Mikołaja Kopernika i Biblioteki Uniwersyteckiej
  - VILNIANA – materiały związane z działalnością Uniwersytetu Stefana Batorego, wileńskich instytucji kultury, stowarzyszeń naukowych i organizacji społecznych. Gromadzone ze względu na tradycję i historię UMK
  - COPERNICANA- materiały związane z tematyką i ikonografią kopernikańską m.in. obchodami rocznic urodzin i śmierci wielkiego astronoma Mikołaja Kopernika, dokumenty odzwierciedlające działalność instytucji i stowarzyszeń kopernikańskich
  - POLONICA –obejmujące materiały i druki ulotne instytucji kultury, społeczno-politycznych, stowarzyszeń, związków twórczych organizacji polonijnych i emigracyjnych
  - DRUKI KONSPIRACYJNE- obejmujące lata II wojny światowej, powojenne druki antykomunistyczne i solidarnościowe, a także prasę bezdebitową z lat 1976–1989

## Wystawy w Bibliotece Uniwersyteckiej w Toruniu
- 1975 – Dokumenty Życia Społecznego w Bibliotece Głównej
- 1995 – 50 lat minęło, wystawa zorganizowana z okazji 50-lecia UMK we współpracy z Archiwum Uniwersyteckim
- 1996 – Polki w II wojnie światowej
- 1997 – Archiwistyka polska w latach 1986–1997, wystawa współorganizowana z Archiwum Państwowym w Toruniu
- 1997 – Polki w II wojnie światowej
- 1998 – prof. Tadeusz Lesiak (1925-1998), Wydział Chemii UMK, wystawa pośmiertna
- 1999 – prof. Zenon Hubert Nowak (1934-1999), Wydział Nauk Humanistycznych UMK, wystawa pośmiertna
- 2007-  Wilno moje nad Wisłą, wystawa poświęcona Henrykowi Baranowskiem z okazji wydania trzeciego tomu Bibliografii Wilna
- 2008 – Srebrna Od Nowa: historia klubu w fotografiach i dokumentach 1958-1981 – wystawa przygotowana w ramach obchodów 50- lecia Klubu Studenckiego Od Nowa, Biblioteka Uniwersytecka w Toruniu
- 2008 – Toruńskie spotkania Jana Pawła II w fotografiach Czesława Jarmusza
- 2009- Proszę Państwa, 4 czerwca 1989 roku skończył się w Polsce komunizm...
- 2012 – Janina Gardzielewska (1926-2012), wystawa pośmiertna poświęcona toruńskiej artystce fotograficzce
- 2013 – Rodzaje dokumentów życia społecznego Biblioteki Uniwersyteckiej w Toruniu – wystawa dostępna online w KPBC http://kpbc.umk.pl/dlibra/docmetadata?id=82798&from=&dirids=1&ver_id=&lp=4&QI=
- 2014 – czerwiec – Podgórz – skarb w suficie – bezimienne twarze po obu stronach obiektywu – wystawa dostępna online w KPBC http://kpbc.umk.pl/dlibra/docmetadata?id=82947&from=&dirids=1&ver_id=&lp=7&QI=
- 2014 – Jerzy Wojtowicz (1924 – 1996), historyk gospodarki, kultury i społeczeństwa doby nowożytnej. Wystawa towarzyszyła konferencji poświęconej Profesorowi Jerzemu Wojtowiczowi
- 2014 – Darczyńcy i ich dary – Sekcja Dokumentów Życia Społecznego Biblioteki Uniwersyteckiej w Toruniu w latach 1974–2014 – wystawa dostępna online w KPBC http://kpbc.umk.pl/dlibra/docmetadata?id=157508&from=&dirids=1&ver_id=&lp=2&QI=
- 2015- UMK świętuje, wystawa zorganizowana w ramach obchodów 70-lecia UMK
- 2016 – „Czarno-biały świat fotografii ze zbiorów Biblioteki Uniwersyteckiej w Toruniu – treść, technika, zniszczenia”.
- 2016 – „Toruń 1966”, wystawy z okazji obchodów 1050. rocznicy Państwa Polskiego dostępna online https://www.bu.umk.pl/wystawy-dzs[8]
- 2019 – UMK w Kampanii Komitetu Obywatelskiego „Solidarność” w wyborach’89, wystawa towarzysząca obchodom 30-lecia wyborów’89[9].
- 2023 - "Kto nie czci Kopernika?", wystawa z okazji 550 rocznicy urodzin Mikołaja Kopernika, wersja cyfrowa zob. tutaj

## Cenne nabytki
1994
- zbiór dokumentów dotyczących działalności partii Unia Wolności;

2001
- Album teatralne pierwsze i drugie Tadeusza Tusiackiego (1913-1994), dwa albumy fotografii dokumentujące spektakle z udziałem aktora teatru im. Wilama Horzycy w Toruniu T. Tusiackiego z lat 1948–1980;

2002
- unikatowe fotografie rodziny Gałczyńskich z pocz. 20 w.;
- zbiór fotografii i druków ulotnych dokumentujących życie społeczno-kulturalne Torunia z l. 20. i 30. ub. w.;

2004
- spuścizna Zygfryda Gardzielewskiego, toruńskiego grafika i typografa, autora Antykwy Toruńskiej[10]

2005
- korespondencja Zygfryda i Janiny Gardzielewskich z lat 1945–2004. Wśród nadawców znajdują się nazwiska osobowości kultury polskiej m.in. Stanisława Gliwy, Karla Dedeciusa, Jerzego Hoppena, Bronisława Jamontta. Zobacz spis https://www.bu.umk.pl/c/document_library/get_file?uuid=09847ccb-23b1-4745-9bb0-e6b074ca6a4b&groupId=10157

2006
- Trzy albumy fotograficzne dokumentujące życie zawodowe Tadeusza Tusiackiego (1913-1994), aktora Teatru im. Willama Horzycy w Toruniu w l. 1947-1984;

2007
- zbiór dokumentów dotyczących działalności Komitetu Obywatelskiego „Solidarność” w Toruniu w l. 1989-1991. Dar senatora Jana Wyrowińskiego;o

2008
- kolekcja negatywów Czesława Jarmusza (1929-2021) dokumentujących uroczystości kościelne diecezji toruńskiej oraz wydarzenia w toruńskich instytucjach kultury m.in. Centrum Kultury Dwór Artusa, Muzeum Okręgowym w Toruniu z l. 1991-2006;
- kolekcja dokumentów dotyczących studenckiego Teatru All z lat 1978–1980 działającego w Klubie Od Nowa. Dar od prof. Aleksandra Nalaskowskiego;
- zbiór dokumentów i fotografii dotyczących działalności Studenckiego Klubu Od Nowa w l. 1975-1982. Dar od Waldemara Rudzieckiego, kierownika Od Nowy w latach 1981/82
- kolekcja fotografii Eduarda Mertensa z końca 19 w.;

2009
- zbiór dokumentów dotyczących Gdańskiej Sceny Alternatywnej oraz Polskiego Stowarzyszenia Jazzowego. Oddział Północny z lat 80. i 90. XX wieku,. Dar od Waldemara Rudzieckiego;
- kolekcja fotografii dokumentujących działalność prof. Konrada Górskiego z lat 1930–1988. Dar Zefiryna Jędrzyńskiego (1930-2019)
- kolekcja negatywów Bohdana Horbaczewskiego dokumentacją działalność UMK z lat 1955–2000.

2010
- dokumentacja dotycząca działalności Unii Demokratycznej i Komitetu Obywatelskiego „Solidarność” w Toruniu z lat 1989–1991. Dar senatora RP Jana Wyrowińskiego.

2013
- dokumentacja (druki, fotografie) dotycząca działalności Społecznego Liceum Ogólnokształcącego „Poltech” w Toruniu z lat 1989–2013. Dar prof. Aleksandra Nalaskowskiego, założyciela i dyrektora szkoły

- zbiór szklanych negatywów z lat 20. i 30. XX wieku dokumentujących życie wojskowe i społeczne Torunia. Dar Adama Karpy, kolekcjonera i miłośnika Podgórza, dzielnicy Torunia
- 19. wieczne nekrologi wybitnych Polaków: Adama Mickiewicza (Paryż, 25 czerwca 1890 r.), Juliana Ursyna Niemcewicza (Paryż, 22 maja 1841r.), Jana Aleksandra Fredro (Lwów, 18 maja 1891)

2014
- materiały z archiwum Marszałka RP Jana Wyrowińskiego dotyczące reformy samorządowo-administracyjnej w latach 1997–1998.

- .kolekcja negatywów Władysława Bereźnickiego (1890-1957) z Torunia i okolic z I poł. 20 w. Dar Karoliny Falleńczyk[11]

2016
- zespół 94 plakatów i afiszy informacyjnych z lat 1920–1999. Dokumentują one wydarzenia z Torunia i regionu z zakresu sztuki, sportu, kultury studenckiej, polityki, przemysłu, kultury społecznej m.in. obchody rocznic Torunia i M. Kopernika, obchody 1 maja z lat 70. i 80. XX wieku. Są to m.in. projekty autorskie toruńskich artystów: Zygfryda Gardzielewskiego (2 szt.), Krzysztofa Candera (1szt.), Edwarda Salińskiego, jak również polskiego historyka sztuki Jana Białostockiego oraz polskich współczesnych plakacistów: Tadeusza Moskała (1 szt), A. Nowackiego, Anny Ciesielczyk. Kupno od prywatnego kolekcjonera[12]

### 2017
- kolekcja fotografii Andrzeja Kamińskiego: portrety osób związanych z Toruniem i UMK z lat 1970–2000[13]

### 2018
- druk propagandowy z wyborów parlamentarnych okresu II Rzeczypospolitej: Patrzcie dokąd prowadzi naród lewica! Głosujcie na listę N-o 8 Chrześcijańskiego Związku Jedności Narodowej. Warszawa, [XI 1922]. Zakł. Graf. B. Wierzbicki i S-ka[14]
- Towarzystwo Śpiewu „Echo” Chełmża: 1922-1937 – fotografia biało-czarna, portret zbiorowy członków Towarzystwa Śpiewu Chóru Męskiego „ECHO” w Chełmży, wykonany w 15-lecie istnienia Towarzystwo Śpiewu „Echo” Chełmża: 1922-1937 – fotografia biało-czarna, portret zbiorowy członków Towarzystwa Śpiewu Chóru Męskiego „ECHO” w Chełmży, wykonany w 15-lecie istnienia[14]

### 2020
- Dekret o wyborach do Sejmu Ustawodawczego, Warszawa, 26 stycznia 1919 r.[15]
- fotografie toruńskich zakładów z przełomu 19 i 20 w.: Aleksandra Jacobiego, Heinricha Gerdoma, Carla Bonatha[16]